# 대구월암초등학교
대구월암초등학교(大邱月岩初等學校)는 대한민국 대구광역시 달서구 월성동에 있는 공립 초등학교이다. 교목은 계수나무이고 교화는 철쭉이다.

## 연혁
- 2008년 4월 24일 : 학교 설립 인가
- 2011년 3월 1일 : 개교(초등학교 일반 20학급, 특수반 1학급, 492명, 병설유치원 2학급 51명)
- 2012년 2월 16일 : 제1회 졸업식(56명)